# Anton Schmölz
Anton Schmölz (* 13. Juli 1886 in Untrasried; † 11. Januar 1957 ebenda) war ein deutscher Landwirt, Bürgermeister und Politiker der Bayerischen Volkspartei (BVP). Er war von 1928 bis zur Auflösung 1933 Mitglied des Bayerischen Landtags.

## Leben und Beruf
Schmölz besuchte zehn Jahre die Volksschule und leistete von 1908 bis 1910 seinen Militärdienst ab. Im Ersten Weltkrieg (1914–1918) war er als Soldat tätig. Nach Kriegsende übernahm er den landwirtschaftlichen Betrieb der Eltern und wurde 1919 zum ersten Bürgermeister seiner Heimatgemeinde Untrasried gewählt und blieb bis 1933 im Amt.
Er gehörte der Bayerischen Volkspartei (BVP) an und war von 1928 bis 1933 Mitglied des Bayerischen Landtags. Er vertrat in der 4. und 5. Wahlperiode den Stimmkreis Kaufbeuren-Füssen-Marktoberdorf, später auch Lindau. Während seiner Landtagszugehörigkeit war er Mitglied in verschiedenen Ausschüssen:
- Ausschuss für Aufgaben wirtschaftlicher Art (1928–1933)
- Ausschuss für die Geschäftsordnung (1928–1932)
- Ausschuss für Eingaben und Beschwerden (1932–1933)
- Ausschuss für Verfassungsfragen (1932–1933)

Neben seiner politischen Tätigkeit engagierte Schmölz sich in der Landwirtschaftskammer. Er war Mitglied und zeitweilig Vorsitzender der Bezirksbauernkammer Marktoberdorf sowie Mitglied der Kreisbauernkammer Schwaben.